# Wegener–Bergeron–Findeisen-folyamat
A Wegener–Bergeron–Findeisen-folyamat (Alfred Wegener, Tor Bergeron és Walter Findeisen után, vagy más néven hidegjégfolyamat) egy jégkristály-növekedési folyamat, amely a kevert fázisú felhőkben jelentkezik (ez tartalmazza túlhűtött víz és jég keverékét) azokon a részeken, ahol a környező gőznyomás a víz telítési gőznyomása és a jég alacsonyabb telítési gőznyomása közé esik. Ez részben telített környezet a víznek, de túltelített környezet a jégnek, a folyékony víz gyors elpárolgását és a jégkristályok növekedését okozza (az elpárolgott víz szilárddá alakulása révén). Ha a jég számsűrűsége kicsi a folyékony vízhez képest, a jégkristályok elég nagyra tudnak nőni ahhoz, hogy kiessenek a felhőből, és – ha alacsonyabb szinten a hőmérséklet elég meleg – esővé olvadhatnak.
A Bergeron-folyamat, ha jelentkezik egyáltalán, sokkal hatékonyabb nagy részecskék termelésére, mint a nagyobb cseppek gyarapítása a kisebbek rovására, mivel a különbség a folyékony víz és a jég telítettségi nyomása közt nagyobb, mint a kis cseppek (azon cseppek, melyek elég nagyok ahhoz, hogy jelentősen hozzájáruljanak teljes tömeghez) telítettségi nyomásának fokozódása.
1922 telén Tor Bergeron, miközben az erdőben sétált, megfigyelte, hogy azokon a napokon, amikor a hőmérséklet fagypont alatt volt, a stratusok, amik tipikusan a domboldalt fedték, megálltak a kupolás lombozat tetejénél, ahelyett, hogy kiterjedtek volna a talajra, mint azokon a napokon, amikor a hőmérséklet fagypont felett volt.

## Története
A jég gyarapításának gőzlerakódással (jégkristályokon folyékony víz felhasználásával) történő folyamat elvét először a német tudós, Alfred Wegener vetette fel először, 1911-ben, miközben a dér kialakulását tanulmányozta. Wegener felvetette, hogy ha ez a folyamat ment végbe a felhőkben, és a kristályok elég nagyra növekedtek ahhoz, hogy kiessenek, akkor ez egy életképes csapadékmechanizmus lenne. Miközben a munkája a jégkristályok növekedésével kapcsolatosan némi érdeklődést keltett, még újabb 10 évre volt szükség, hogy elméletének csapadékra való alkalmazását elismerjék.

## Fordítás
Ez a szócikk részben vagy egészben  a   Wegener–Bergeron–Findeisen process című angol Wikipédia-szócikk ezen változatának fordításán alapul.  Az eredeti cikk szerkesztőit annak laptörténete sorolja fel. Ez a jelzés csupán a megfogalmazás eredetét és a szerzői jogokat jelzi, nem szolgál a cikkben szereplő információk forrásmegjelöléseként.